# Cyprien Quinet
Pour les articles homonymes, voir Quinet.
Cyprien Quinet, né le 22 décembre 1897 à Fouquières-lès-Lens (Pas-de-Calais) et mort le 2 novembre 1944 dans le camp de concentration de Hersbruck (Allemagne), est un homme politique et syndicaliste français, député communiste du Pas-de-Calais.

## Biographie
Fils de mineur, ouvrier de la mine lui-même à l'âge de 12 ans, Cyprien Quinet est fait prisonnier par les Allemands au début de la Première Guerre mondiale, puis libéré en 1916 pour être immédiatement incorporé dans l'infanterie française.

### Militant syndical et politique
Installé à Carvin en 1919, il rejoint alors la Section française de l'Internationale ouvrière (SFIO). Au congrès de Tours, il est favorable à la création du Parti communiste, dont il devient un militant actif. Il participe également à la scission syndicale qui donne naissance à la Confédération générale du travail unitaire (CGTU).
Cyprien Quinet devient secrétaire d'une section syndicale des mineurs d'Ostricourt de 1920 à 1929. En 1929, il est secrétaire du syndicat des mineurs CGTU du Pas-de-Calais et permanent du syndicat jusqu'en 1931. Il participe pendant cette période à une formation au sein de l'École internationale Lénine de Moscou. 
Secrétaire, avec Henri Thiébaut et Henri Darguesse, de la fédération des mineurs CGTU de 1929 à 1935, il est parallèlement membre du comité central du Parti communiste de 1932 à 1936.

### Conseiller général et député
Conseiller général du canton de Carvin en 1935, après plusieurs échecs électoraux lors de consultations locales, Cyprien Quinet est élu député du Pas-de-Calais lors des élections législatives de 1936, devançant au premier tour le sortant socialiste Raoul Évrard. 
À la Chambre des députés, il est membre de la commission des mines et de la force motrice, ainsi que du comité consultatif des mines. Il dépose des propositions de loi visant à l'amélioration des conditions de vie et travail des mineurs.

### Victime de la répression
Condamné début septembre 1939 pour avoir signé, avec Auguste Lecœur, Henri Thiébaut et René Camphin, un tract favorable au pacte germano-soviétique, interné administrativement au camp de Roybon, il est déchu de son mandat en même temps que les autres députés communistes, le 20 février 1940. 
Mobilisé en 1940, affecté dans une unité disciplinaire, il est rendu à la vie civile en juillet 1940 pour être immédiatement arrêté par les autorités de Vichy. Il réussit à s'évader du camp de Saint-Sulpice-la-Pointe en juillet 1943 et participe à la résistance communiste dans le Pas-de-Calais.
De nouveau arrêté en novembre 1943, il est interné à Fresnes, puis au camp allemand de Royallieu. De là, il est déporté à Dachau par le convoi du 2 juillet 1944 connu sous le nom de « train de la mort », puis transféré au camp annexe d'Allach et enfin à celui de Hersbruck où il meurt le 2 décembre 1944 sous les coups des SS, son corps déchiqueté par leurs chiens.
Pendant sa déportation, il est victime d'un faux tract publié par la presse collaborationniste et prétendument signé de sa main. Son honneur est cependant rétabli à la Libération.
Cyprien Quinet a été déclaré « mort pour la France ».

## Hommages
Les villes de Carvin et Libercourt ont une rue qui porte son nom.

## Sources
- « Cyprien Quinet », dans le Dictionnaire des parlementaires français (1889-1940), sous la direction de Jean Jolly, PUF, 1960 [détail de l’édition]
- Dictionnaire biographique du mouvement ouvrier français, notice d'Yves Le Maner